# Pandya

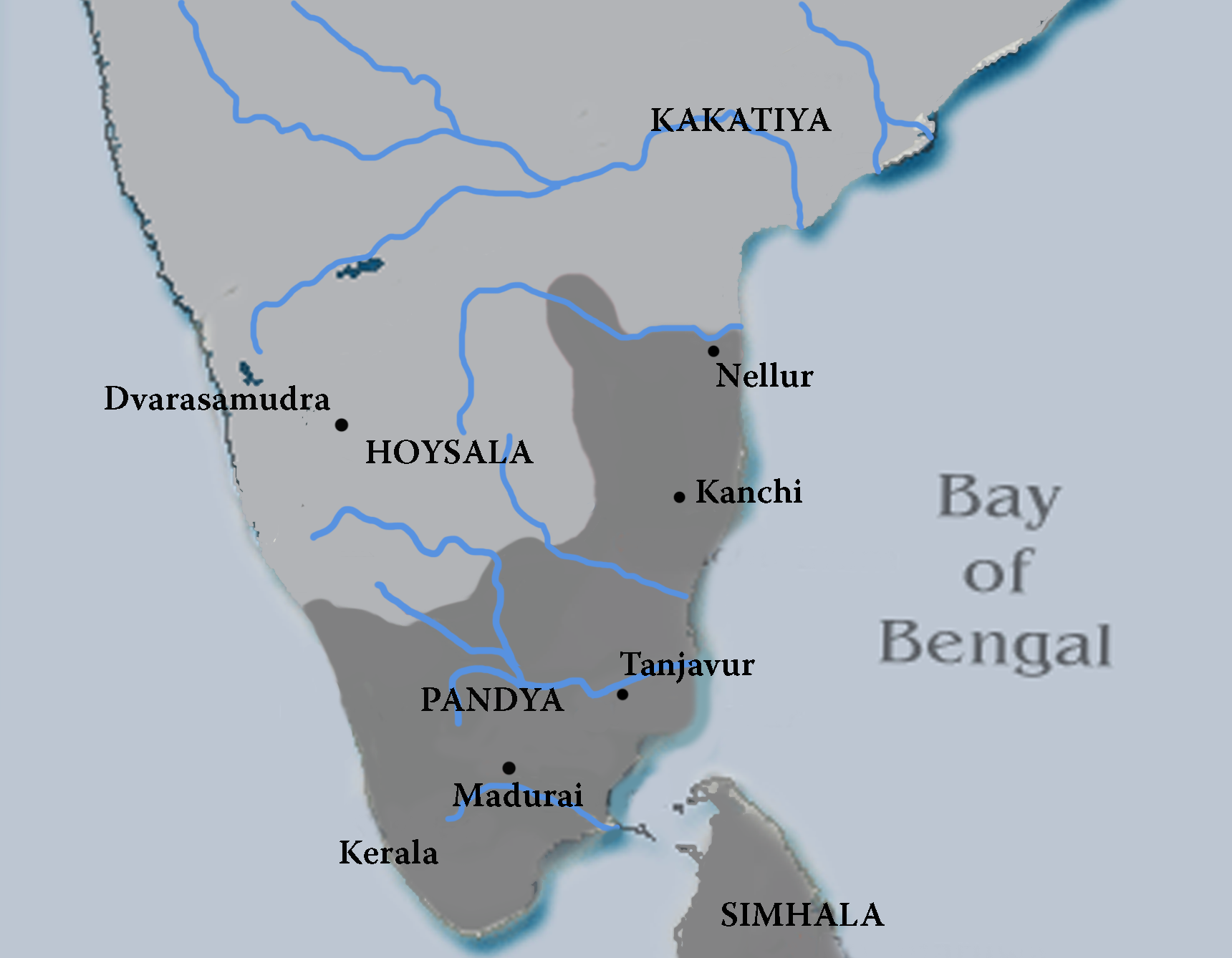
Mapa del regne Pandya sota Jatavarman Sundara Pandya (1251 - 1283)

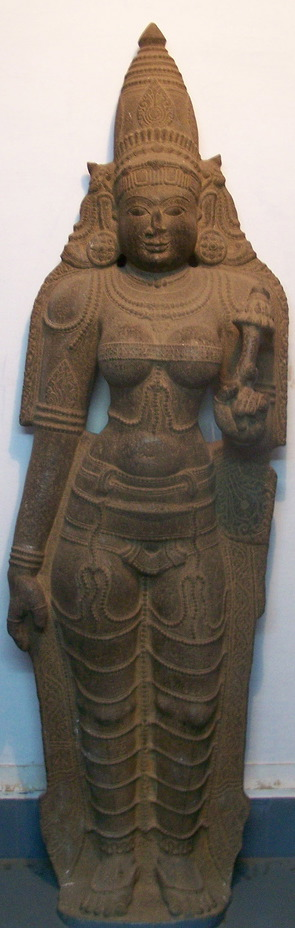
Escultura Pandya

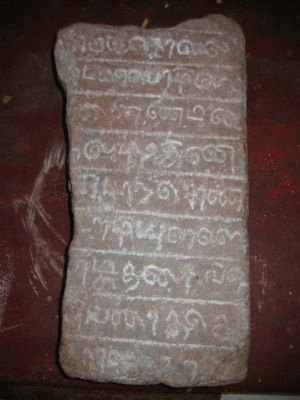
Inscripció Pandya a Koneswaram

La dinastia Pandya o Imperi Pandya o Regne dels pandyes (tàmil பாண்டியர்) fou un antic estat dràvida del sud de l'Índia.
Fou un dels tres estats del sud junt als Chola i txeres. És esmentat al llarg dels segles, entre altres per Ptolemeu i Marco Polo. En tàmil Pandya vol dir Antic País en contrast amb Chola que vol dir "Nou País" i Txera que vol dir "País Alt"; Pallava vol dir "Branca" en sànscrit. No obstant Pandya no era nom del país sinó més aviat de la dinastia. Els seus enemics més destacats foren els Chola, hoysales i finalment els musulmans. Amb l'establiment del sultanat de Madurai el regne Pandya es va extingir al segle xvi. Els pandyes controlaven la pesca de perles al sud de l'Índia. Alguns reis van ser protectors de la literatura i fins i tot alguns foren poetes.

## Primers pandyes
La dinastia hauria sorgit vers el segle VI aC (s'han trobat indicacions de vers 550 aC). L'emperador August va rebre un ambaixador d'aquest regne, ambaixada descrita per Estrabó. El Periplus l'esmenta com Pandi Mandala i Claudi Ptolemeu com Pandionis Mediterranea i Modura Regia Pandionis. La seva primera capital fou Korkai.
El primer rei pandya esmentat als Sangam (documents dels antics sabis tàmils) és Nedunj Txeliyan I, que governava a la ciutat costanera de Korkai, a la boca del riu Tamraparni. Aleshores el país estava format per diversos petits regnes. Nedunj Txeliyan I va envair el regne de Kudal (després rebatejat Madurai), governat per un rei independent de nom Akutai, que fou derrotat. Llavors la capital s'hauria traslladat a Madurai. El conqueridor va rebutjar un exèrcit procedent del Dècan i fou anomenat Aariyap Padaikadantha Pandya o el rei que va derrotar l'exèrcit ari. El va succeir el seu fill Pudappandiyan, que va estendre el regne amb la conquesta de Ollaiyur (prop de la moderna Pudukkottai) i fou anomenat Ollaiyur Thantha Pudappandian. Els dos reis foren poetes.
El successor de Pudappandiyan fou Nedunj Txeliyan II conegut com a Pasumpun Pandyan. Només pujar al tron va marxar amb les seves forces cap al nord de Vaigai i va derrotar a un rei de nom Evvi II. Llavors va anar a l'oesti va ocupar el territori d'Aayi controlat per un altre rei de nom Atiyan. Evvi II i Atiyan van rebre alts comandaments a l'exèrcit pandya i van combatre al país de Kongu Nadu més a l'oest; després va seguir expandint-se cap a la costa occidental i va rebre el títol de Vidambalamba Ninra Pandyan (el Pandyan que regannava a dos mars). Va annexionar diversos regnes menors i per això fou anomenat Pannadu Thantha Pandya (el Pandya que va conquerir moltes terres).
El seu successor fou Mudukudumi Peruvaludhi fou també un gran guerrer que va devastar territoris enemics.
El següent rei fou Nedunj Txeliyan III, considerat el més gran de tots els reis pandyes; com que el seu regne era gran, es va haver de defensar de molts enemics i va reeixir i encara va envair territoris enemics cap a les províncies meridionals dels Chola i les orientals dels Txeres. La coalició enemiga l'haurien format Txeres, Chola i cinc altres regnes als que va enfrontar en la gran batalla de Talaialanganam, al modern districte de Tanjore, i els va derrotar annexionant diversos territoris; fou conegut com a Talaialanganathu Seruvendra Pandyan.
Després la successió de reis és poc clara. Hi hauria hagut altres quatre reis successius entre els quals Musiri Mutriya Txeliyan (conqueridor de la població de Musiri a la costa de la mar d'Aràbia) i Ukkirap Peruvaludi (que va teni a la seva cort al poeta Tiruvalluvar que li va presentar la seva obra Tirukkural).
La primera dinastia pandya va caure a la foscor després de la invasió dels kalabhres vers la meitat del segle iii. Els historiador xinès Yu Huan, al segle iii en la seva obra Weilüe, esmenta el regne de Panyue del que diu era anomenat també Hanyuewang i diu que els seus habitants eren petits, de la mateixa altura que els xinesos. Vers el 361 l'emperador Julià l'Apòstata va rebre una ambaixada del rei pandya i se sap que hi va haver un establiment comercial romà a la boca del riu Vaigai al sud-est de Madurai.

## Llista de reis coneguts
- Nedunj Txeliyan I (Aariyap Padai Kadantha Nedunj Txeliyan)
- Pudappandiyan
- Nedunj Txeliyan II
- Mudukudumi Paruvaludhi
- Nedunj Txeliyan III (Talaiyaalanganathu Seruvendra Nedunj Txeliyan)
- Nan Maran
- Maran Valudi
- Musiri Mutriya Txeliyan
- Ukkirap Peruvaludi

## Segona dinastia Pandya
La dinastia va reviure amb Kadungon al segle VI que va expulsar els kalabhres i va tenir capital a Madurai. Aviat van recuperar molts territoris i aprofitant l'eclipse Chola el territori tàmil fou dividit entre pallaves i pandyes amb el riu Kaveri com a frontera. Quan Vijayalaya Chola va conquerir Thanjavur derrotant els caps Muttarayars vers 850, els pandyes van entrar en un període de decadència i foren atacats constantment pels Chola que els van imposar la seva sobirania feudal. Parantaka I va envair el país pandya i va derrotar a Rajasimha III, però els pandyes mai foren totalment sotmesos, tot i la pèrdua de poder, territori i prestigi, i van organitzar aliances amb els txeres i els reis de Lanka o Ceilan i van fer la guerra als Chola per alliberar-se del seu domini feudal. Els Chola no obstant van ser superiors en tot el període entre 850 i 1210 i especialment entre els regnats de Parantaka II al començar el segle xi fins al temps de Kulottunga I. L'exèrcit de Parantaka II dirigit pel seu fill Aditya Karikala, va derrotar a Vira Pandya en batalla tot i l'ajut dels singalesos del rei Mahinda IV als pandyes. La dinastia va perdre els seus territoris i es va refugiar a Ceilan. Una sèrie de virreis Chola (amb títol de Chola Pandya) els van substituir vers 1020.

### Llista de reis (segona dinastia pandya)
- Kadungon 560 - 590
- Maravarman Avani Culamani 590 - 620
- Cezhiyan Cendan 620 - 640
- Arikesari Maravarman Nindraseer Nedumaaran 670 - 710
- Kochadaiyan Ranadhiran 710 - 735 A.D.
- Arikesari Parankusa Maravarman Rajasimha I 735 - 765
- Parantaka Nedunjadaiyan 765 - 790
- Rasasingan II 790 - 800
- Varagunan I 800 - 830
- Sirmara Srivallabha 830 - 862
- Varagunavarman II 862 - 880
- Parantaka Viranarayana 880 - 900
- Maravarman Rajasimha II 900 - 920
- Sundara Pandya I
- Vira Pandya I
- Vira Pandya II
- Amarabhujanga Tivrakopa

### Virreis Chola
- Jatavarman Sundara Chola Pandya
- Maravarman Vikrama Chola Pandya
- Maravarman Parakrama Chola Pandya
- Jatavarman Chola Pandya

### Llista de reis (tercera dinastia pandya)
- Srivallabha Manakulachala (1101 - 1124)
- Maaravaramban Seervallaban (1132 - 1161)
- Parakrama Pandiyan (1161 - 1162)
- Kulasekara Pandyan III
- Vira Pandyan III
- Jatavarman Srivallaban (1175 - 1180)
- Jatavarman Kulasekaran I (1190 - 1216)

## Quarta dinastia pandya
Els pandyes es van recuperar altre cop al segle xii i fins al XIV (1150-1350) sota Maravman Sundara Pandya i el seu germà petit o fill Jatavarman Sundara Pandya (vers 1251), que van expandir el domini cap al país telugu i van conquerir Kalinga (Orissa) i Ceilan; van comerciar amb Sri Vijaya. El 1288 i altre cop el 1292, el viatger venecià Marco Polo va visitar el regne Pandya i va deixar una descripció de la terra i el poble.
L'expansió pandya va coincidir amb una decadència Chola progressiva augmentada pel renaixement pandya però també pel dels pallaves Kadava a Kanchi sota Kopperinchunga I i dels telugu Chola, els renanti i els Chola Irungola del país telugu; aquestos tres poders havien estat aliats dels Chola fins a Kulothunga III, i l'havien ajudat a conquerir Kalinga. L'aliança matrimonial de Kulothunga III i d'un dels seus successors, Raja Raja III, amb els hoysales, no li va donar cap avantatge decisiu sinó al contrari; inicialment Kulothunga III va demanar ajut als hoysales contra els pandyes i va conquerir Karur, Txeranadu, Madurai, Ilam i Kalinga. No obstant la seva força li va restar el suport dels hoysales el rei dels quals, Veera Ballala II era el seu gendre, que d'altra banda va perdre molts territoris entre 1208 i 1212 davant altres enemics al país canarès, com els Kalachuris, Seunas, etc. Els renascuts pandyes sota Maravarman Sundara Pandiya van fer llavors la guerra a Kulothunga i primer a Kandai i després prop de Manaparai (als afores de la moderna Tiruchirappalli, els van derrotar ocupant Tiruchy, Srirangam i Thanjavur. Els Chola no obstant van poder exercir el control sobre Tiruchy i Srirangam, potser amb l'ajut dels hoysales sota Vira Someswara, encara que més tard els hoysales es van aliar als pandyes als darrers anys de Maravarman Sundara Pandya o als primers dels seus successor Jatavarman Sundara Pandya.
Jatavarman Sundara Pandya fou un gran guerrer que volia subjugar totalment als Chola. Inicialment va tolerar la presència dels hoysales sota Vira Someshwara amb el seu fill Visvanatha o Ramanatha governant a Kuppam prop de Samayapuram als afores de Srirangam. Això fou perquè altres feudataris dels hoysales augmentaven el seu poder i amenaçaven el mateix regne hoysala. Llavors es va iniciar l'atac musulma de Malik Kafur. Els amenaçats hoysales van mantenir la seva presència a Tiruchy i Srirangam per uns anys i sembla que van construir alguns temples. Però Jatavarman Sundara Pandiya, que va sotmetre a Rajendra Chola III vers 1258-1260, es va enfrontar també als hoysales als que volia expulsar del territori tàmil. Primer va derrotar els kadava pallaves sota el rei Kopperinchungan II, que ja s'havia enfrontat als hoysales a la regió de Kanchi i va matar alguns dels seus generals. Rajendra III va patir una altra derrota a mans de Vira Someshwara; l'augment del poder dels pandyes preocupava igualment a Chola i hoysales i hi havia les aliances matrimonials. Els kadaves pallaves, hoysales i els telugu Choda Timma van envair Kanchi però foren derrotats per Jatavarman Sundara Pandiya.
Jatavarman Sundara Pandiya va aprofitar l'oportunitat ambs els hoysales a Tiruchy, sense aliats, i ràpidament va debilitar als Chola fent aliança amb els kadaves pallaves que estaven amenaçats pels telugu Chola. Vers 1254 o 1260 Jatavarman va conduir una guerra contra els hoysales derrotant el príncep Ramanatha a Tiruchy. Vira Someshwara Hoysala, que havia donat el control de l'imperi als seus fills va reassolir el control i va enfrontar a Jatavarman. Els exèrcits es van trobar entre Samayapuram i Tiruchy, i Vira Someshwara fou derrotat i mort. Això fou el final de la presència hoysala al país tàmil. Jatavarman va seguir al país canarès, va conquerir Tiruchy i va ocupar parts del territori hoysala perdamunt del Konkan i va establir al seu fill Vira Pandiya com a rei d'aquestos territoris. Temporalment almenys els hoysales van perdre el mateix territori.
Llavors Jatavarman es va concentrar contra els Chola. Rajadhiraja III havia interferit en una anterior guerra pandya de successió i havia derrotat a una confederació de prínceps pandyes; els predecessors de Jatavarman Sundara Pandiya havien patit la invasió Chola i ara era el moment de la revenja. Rajendra III comptava amb l'ajut hoysala per enfrontar als pandyes, però quan els hoysales foren eliminats la correlació de forces va canviar. Jatavarman va consolidar el seu poder a Tiruchy i Srirangam i va marxar contra Tanjore i Kumbakonam i després la capital Chola Gangaikondacholapuram. Entre 1270 i 1276 Rajendra III governava només a l'entorn de Gamgaikondacholapuram i Tanjore. Tiruchy i Srirangam s'havien perdut per sempre almenys des de 1254. Quan Rajendra III va marxar contra els pandyes entre Tanjore i Tiruchy, esperant ajut dels hoysales que havien estat derrotats i estaven en posició defensiva, i no podien arriscar més guerra, es va trobar sol i fou derrotat i humiliat. Probablement Rajendra III va fugir i va viure obscurament fins a la seva derrota final vers 1279 a mans del rei pandya Maravarman Kulasekhara Pandiyan. L'imperi Chola va deixar d'existir.
A la mort de Maravarman Kulasekara Pandya I el 1308, un conflicte successori va esclatar entre els seus fills Sundara Pandya i Vira Pandya. Sundara amb l'ajut dels generals i de Veera Ballala III, va triomfar sobre Vira que tenia només un exèrcit de 500 maravars però tenia el suport del pare Maravarman Kulasekara Pandyan I i del poble de Madurai. Llavors va existir una treva virtual amb Sundara al poder. Les relacions amb els hoysales van desaparèixer.
El 1311, Ala al-Din Muhammad Shah I Khalji (1296-1316) va enviar al seu general l'eunuc Malik Kafur en expedició als regnes del sud. No es tractava d'expandir els límits del sultanat sinó de fer botí. Malik va derrotar a Veera Ballala III i va squejar els temples d'Halebidu creant l'alarma al país pandya. Kafur no volia atacar les muralles de Madurai però Ala al-Din li va ordenar (després de sentir que a la ciutat hi havia grans tresors) i li va enviar reforços. Vira Pandya aconsellava esperar en posicions defensives, però Sundara Pandya va voler atacar i va avançar fins a Melaithirukattupalli però al riu Kaveri estava sec a l'estiu del 1311 i no es van poder proveir d'aigua. Va marxar llavors a l'oest buscant aigua seguint el llit del Kaveri, però a costa d'avançar més lentament. Kafur va trobar l'exèrcit enemic abans de Thiruchirapalli i la infanteria pandya mal aprovisionada i cansada fou derrotada per l'exèrcit musulmà; la cavalleria va resistir però la superioritat d'armamement dels musulmans va acabar decidint la seva victòria. L'exèrcit pandya fou bloquejat i no es va poder retirar. Sundara fou fet presoner i la resta dels caps de l'exèrcit foren executats excepte uns pocs que van poder arribar a Madurai on van informar a Vira, al que s'havia encarregat la defensa de la ciutat, del desastre. Els musulmans van saquejar els temples de Thiruchirapalli i Srirangam.
Kafur va assetjar Madurai durant setmanes; els atacs dels arquers maravars o maraves i els atacs sorpresa de la cavalleria van incrementar les baixes musulmanes. Kafur va perdre la meitat del seu exèrcit però finalment va poder obrir bretxa a la muralla però Vira va aconseguir formar una segona línea i entrar en negociacions prometent no saquejar el temple de Meenakshi i alliberar el rei Sundara, a canvi de rendir-se i poder saquejar el tresor de Madurai, la meitat de l'arròs i la meitat dels elefants i cavalls dels pandyes.
Després d'aquesta expedició en va seguir una altra el 1314 dirigida per Khusraw Khan i una tercera el 1323 dirigida per Ulugh Khan. Els pandyes van quedar relegats a la regió a l'entorn de Tirunelveli. En endavant les inscripcions pandyes desapareixen. Sayyid Jalal al-Din Ahsan fou nomenat governador d'una nova província del sultanat tughlúquida de Delhi anomenada Ma'bar. El 1333 Sayyid es va fer independent i es va proclamar sultà de Madurai. El seu govern fou enderrocat per Vijayanagar que va establir els nayaks (virreis) de Madurai al govern el 1378.

### Llista del darrers reis pandyes
- Maravarman Sundara Pandyan (1216 - 1238)
- Sundaravaramban Kulasekaran II (1238 - 1240)
- Maravarman Sundara Pandya II (1238 - 1251)
- Jatavarman Sundara Pandya (1251 - 1268)
- Maaravaramban Kulasekara Pandya I (1268 - 1308)
- Sundara Pandyan IV (1309 - 1327)
- Vira Pandyan IV (1309 - 1345)

## Religió
Històricament fou territori xaivista però després de la invasió dels kalabhres hi va guanyar pistonada el jainisme. Amb els moviments Bhakti el saivisme i els vaixnavisme foren sobrepasstas. Després del segle VI els pandyes foren hinduistes.